# Райхель, Лукас
Лукас Райхель (нем. Lukas Reichel; род. 17 мая 2002, Нюрнберг, Бавария) — немецкий хоккеист, нападающий. Игрок сборной Германии по хоккею с шайбой и хоккейного клуба НХЛ «Чикаго Блэкхокс» (с 2023 года).

## Биография
Лукас сын хоккеиста Мартина Райхеля и племянник бывшего игрока НХЛ и олимпийского чемпиона 1998 года в составе сборной Чехии Роберта Райхела.
Райхель дебютировал в Немецкой хоккейной лиге (DEL) за «Айсберен Берлин» в сезоне 2019/2020 годов. В 2020 году был выбран «Чикаго Блэкхокс» в первом раунде драфта НХЛ под общим 17-м номером. В 2021 году в составе «Айсберен Берлин» стал чемпионом Германии по хоккею с шайбой.
9 июня 2021 года Райхель подписал трёхлетний контракт начального уровня с «Чикаго Блэкхокс». Дебютировал в НХЛ 13 января 2022 года в матче против «Монреаль Канадиенс», который завершился победой со счётом 3:2. До конца сезона сыграл в 11 матчах за «Блэкхокс», в которых отдал одну результативную передачу. В следующем сезоне был отправлен играть в Американскую хоккейную лигу в «Рокфорд Айсхогс», где провёл большую часть сезона, забил 20 голов и отдал 31 результативную передачу в 55 матчах.
В сезоне 2023/24 сыграл за «Чикаго Блэкхокс» 65 матчей, забил 5 шайб и выполнил 11 результативных передач. По окончании сезона, будучи ограниченно свободным агентом, Райхель продлил контракт с «Чикаго Блэкхокс» на два года.
В сезоне 2024/25 набрал 22 очка (8+14) в 70 матчах при показателе полезности -16.

### Карьера в сборной
В декабре 2020 года был вызван в молодёжную сборную для участия в чемпионате мира. По итогам турнира его команда стала 9-й, а Райхель сыграл в семи матчах и забил три шайбы.
В 2021, 2022 и 2024 годах вызывался в состав первой национальной сборной для участия в чемпионате мира.
В 2025 году Лукас Райхель вновь был включен в состав первой сборной для участия в чемпионате мира, который проходил в Швеции и Дании.